# Огрский уезд
Огрский уезд (латыш. Ogres apriņķis) — административно-территориальная единица Латвийской ССР в 1947—1949 годах.

## История
Был создан 16 октября 1947 года путем выделения из Рижского уезда города Огре и 26 волостей. Ликвидирован 31 декабря 1949 года, территория была включена в состав Балдонского, Яунелгавского, Плявиньского, Огрского и Сигулдского районов.